# Extermination Dismemberment
Extermination Dismemberment — білоруський гурт, що грає у жанрі слем-дез-метал, заснований у 2009 році у Мінську.

## Склад[2]

### Поточні учасники
- Арсеній Ковальчук — гітара, бек-вокал
- Віктор Канашевич — бас-гітара
- Владислав Мартиросов — барабани (2010-2016), вокал (2016 рік — дотепер)
- Денис Полуян — барабани (2016 рік — дотепер)

### Колишні учасники
- Валерій Кожемяко — вокал (2009-2013)

## Дискографія[3]

### Студійні альбоми
- Butcher Basement (2010)
- Serial Urbicide (2013)
- Dehumanization Protocol (2023)
- Butcher Basement Revamped (2024)

### Сингли
- Omnivore (2018)
- Protonemesis (2021)
- Agony Incarnate (2022)